# Franciszek Bartczak
Franciszek Bartczak (ur. 1 grudnia 1896 w Jaworku, zm. 22 lipca 1958 w Brodnicy pod Kutnem) – polski polityk, działacz społeczny i samorządowy, rolnik, spółdzielca, poseł IV i V kadencji Sejmu w latach 1935–1939.

## Życiorys
Urodził się jako syn rolnika Józefa i Władysławy z Borkowskich. Uczył się w gimnazjum, ukończył także szkołę rolniczą w Liskowie w 1916, a dwa lata później szkołę rolniczą w Sobieszynie.
W 1918 wstąpił do Wojska Polskiego i jako kapral służył w 1 Pułku Strzelców Bytomskich do grudnia 1919, kiedy to został zwolniony z wojska ze względów zdrowotnych (nabyta wada serca). Później był komendantem milicji obywatelskich w czterech gminach, natomiast w okresie wojny polsko-bolszewickiej pełnomocnikiem Obywatelskiego Komitetu Wykonawczego Rady Obrony Państwa w powiecie łaskim. Od 1920 gospodarował we własnym gospodarstwie rolnym w Szadku.
Był właścicielem młyna w Sieradzu oraz współwłaścicielem i członkiem zarządu Młyna Spółkowego w Szadku. Był aktywnym działaczem ludowym z województwa łódzkiego – organizatorem spółek wodnych i melioracyjnych, kółek rolniczych, kół młodzieży wiejskiej, dwóch spółdzielni mleczarskich, członkiem Giełdy Zbożowej w Łodzi i Stowarzyszenia Kupców Zbożowo–Mlecznych. Uczestniczył w działalności organów podatkowych w województwie łódzkim – był członkiem komisji odwoławczej do spraw podatku dochodowego przy Izbie Skarbowej w Łodzi i rzeczoznawcą do spraw podatku spadkowego przy Urzędzie Skarbowym w Łasku. Dodatkowo zasiadał w Izbie Rolniczej w Łodzi (radca i członek zarządu). Franciszek Bartczak realizował się także jako działacz samorządu terytorialnego. Od 1927 był członkiem Rady Gminnej, zaś od 1930 zasiadał w Sejmiku Powiatowym i Wydziale Powiatowym w Sieradzu jako przedstawiciel BBWR. W latach 30. działał w BBWR, natomiast w późniejszym czasie w OZN. 
Do Sejmu został wybrany z okręgu sieradzkiego (nr 21) zarówno w 1935, jak i w 1938. W 1935 został członkiem parlamentarnego Koła Rolników Sejmu i Senatu (wybrany z listy BBWR), w 1938 zaś członkiem klubu OZN. W Sejmie IV kadencji zasiadał w komisji rolnej oraz skarbowej, a w Sejmie V kadencji w komisji budżetowej (zastępca członka) oraz przemysłowo–handlowej i rolnej. Dodatkowo w 1938 wszedł w skład trzech komisji specjalnych: do spraw oddłużania rolnictwa (od 3 marca 1938), aprowizacji (od 10 czerwca 1938) oraz komisji do spraw cen artykułów rolnych (18 lipca 1938), a ponadto był członkiem Parlamentarnej Grupy Regionalnej Województwa Łódzkiego Posłów i Senatorów RP (1936).

## Ordery i odznaczenia
- Srebrny Krzyż Zasługi (9 listopada 1932)[4]